# Пустовойт Вадим Васильович
Вадим Васильович Пустовойт — головний сержант Збройних сил України, учасник російсько-української війни, відзначився у ході російського вторгнення в Україну.
Народився в селі Казавчин.

## Нагороди
- орден «За мужність» III ступеня (2022) — за особисту мужність під час виконання бойових завдань, самовіддані дії, виявлені у захисті державного суверенітету та територіальної цілісності України, вірність військовій присязі.